# Liste de mines de cuivre aux États-Unis

Mines américaines produisant du cuivre (USGS, 2003).

Voici une liste de mines de charbon situées aux États-Unis, triée par quantité de production (2005).

## Liste

### Principales
Les mines listées ci-bas produisent plus de 99 % du cuivre aux États-Unis (2005).
| rang | mine            | comté et État                    | gestionnaire               | source                                             | capacité (en tonnes métriques) |
| ---- | --------------- | -------------------------------- | -------------------------- | -------------------------------------------------- | ------------------------------ |
| 1    | Morenci         | Comté de Greenlee                | Freeport-McMoRan           | minerai de cuivre, lixiviation                     | 390                            |
| 2    | Bingham Canyon  | Comté de Salt Lake               | Kennecott Utah Copper (en) | minerai de cuivre-molybdène, concentrer            | 300                            |
| 3    | Ray             | Comté de Pinal                   | Asarco                     | minerai de cuivre, concentrer et lixivié           | 170                            |
| 4    | Bagdad          | Comté de Yavapai                 | Freeport-McMoRan           | minerai de cuivre-molybdène, concentrer et lixivié | 100                            |
| 5    | El Chino        | Comté de Grant (Nouveau-Mexique) | Freeport-McMoRan           | minerai de cuivre-molybdène, concentrer et lixivié | 125                            |
| 6    | Sierrita        | Comté de Pima                    | Freeport-McMoRan           | minerai de cuivre-molybdène, concentrer et lixivié | 100                            |
| 7    | Tyrone          | Comté de Grant (Nouveau-Mexique) | Freeport-McMoRan           | minerai de cuivre, lixiviation                     | 80                             |
| 8    | Continental Pit | Comté de Silver Bow              | Montana Resources LLP (en) | minerai de cuivre-molybdène, concentrer            | 45                             |
| 9    | Mission Complex | Comté de Pima                    | Asarco                     | minerai de cuivre, concentrer                      | 70                             |
| 10   | Silver Bell     | Comté de Pima                    | Asarco                     | minerai de cuivre, lixiviation                     | 22                             |
| 11   | Robinson        | Comté de White Pine              | Quadra FNX Mining (en)     | minerai de cuivre-molybdène, concentrer            | 60                             |
| 12   | Miami           | Comté de Gila                    | Freeport-McMoRan           | minerai de cuivre, lixiviation                     | 50                             |
| 13   | Pinto Valley    | Comté de Gila                    | BHP Copper                 | minerai de cuivre, lixiviation                     | 5                              |
| 14   | Miami           | Comté de Gila                    | BHP Copper                 | minerai de cuivre, lixiviation                     | 5                              |

### Autres
| mine          | comté et État             | gestionnaire                | type de dépôts       | capacité annuelle (tonnes métriques)              |
| ------------- | ------------------------- | --------------------------- | -------------------- | ------------------------------------------------- |
| Lisbon Valley | Comté de San Juan (Utah)  | Constellation Copper        | sandstone            | 9 100                                             |
| Safford       | Comté de Graham (Arizona) | Freeport-McMoRan            | Porphyry copper (en) | production débutée le 26 décembre 2007            |
| mineral Park  | Comté de Mohave           | Mercator Minerals           |                      | 4 900                                             |
| Tohono        | Comté de Pinal            | Freeport-McMoRan            |                      | 1 360                                             |
| Johnson Camp  | Comté de Cochise          | Nord Resources              |                      | Began production January 2008                     |
| Carlota       | Comté de Pinal            | Quadra FNX Mining (en) Ltd. |                      | extraction débutée dans la seconde moitié de 2008 |

### Projets (2005)
| mine                   | comté et État                    | gestionnaire                                         | type de dépôts        | statut |
| ---------------------- | -------------------------------- | ---------------------------------------------------- | --------------------- | ------ |
| Pebble                 | Borough de Lake and Peninsula    | Pebble Mines Corp.                                   | Porphyry copper (en)  |        |
| Rosemont               | Comté de Pima                    | Augusta Resource Corp.                               | porphyry skarn        | [ 6 ]  |
| Mine de Resolution     | Comté de Pinal                   | Rio Tinto (entreprise) (55 %) et BHP Billiton (45 %) |                       | [ 4 ]  |
| Eagle Project          | Comté de Marquette (Michigan)    | Rio Tinto                                            |                       |        |
| Northmet               | Comté de Saint Louis (Minnesota) | Polymet Mining                                       | cuivre-nickel-platine | [ 7 ]  |
| Rocky-Beaver Lake (en) | Comté de Beaver (Utah)           | Copper King Mining                                   | porphyre              | [ 8 ]  |

### En arrêt ou fermées
Il existe des centaines de mines en arrêt ou fermées. Celles listées ci-bas possèdent un article sur Wikipédia en anglais. 
| mine             | comté et État                       | gestionnaire                             | type de dépôt                   | statut                                                                             |
| ---------------- | ----------------------------------- | ---------------------------------------- | ------------------------------- | ---------------------------------------------------------------------------------- |
| Copper Queen     | Bisbee, Comté de Cochise            | Phelps Dodge                             | Manto (replacement) in calcaire | Arrêt en 1975, désormais une mine touristique.                                     |
| Mine de Lavender | Bisbee, Comté de Cochise            | Phelps Dodge                             | Porphyry copper (en)            | Fermée en 1974                                                                     |
| New Cornelia     | Ajo, Comté de Pima                  | Phelps Dodge                             | Porphyry copper (en)            | Inactive depuis 1983                                                               |
| Iron Mountain    | Comté de Shasta                     |                                          | volcanogenic massive sulfide    | Opérationnelle dans les années 1860 jusqu'en 1963.                                 |
| Minesota         | Comté d'Ontonagon                   |                                          | native copper                   | opérationnelle de 1848 à 1870.                                                     |
| Nonesuch         | Comté d'Ontonagon                   |                                          | native copper                   | Fermée depuis 1912                                                                 |
| Quincy           | Hancock, Comté de Houghton          | Quincy Mining Co.                        | strataform native copper        | Fermée depuis 1945. Faisant partie désormais du Keweenaw National Historical Park. |
| Cliff            | Comté de Keweenaw                   | Pittsburgh & Boston Mining Co.           | vein native copper              | Production de 1845 à 1887.                                                         |
| Anaconda         | Butte, Comté de Silver Bow          | Anaconda Copper                          |                                 | Fermée depuis 1947.                                                                |
| Berkeley Pit     | Butte, Comté de Silver Bow          | Anaconda Copper                          | Porphyry copper (en)            | Fermée en 1982. Désormais site superfund et touristique.                           |
| Troy Mine (en)   | Troy, Comté de Lincoln (Montana)    | Revett Minerals, Hecla Mining (en)       |                                 | Fermée en 2015, active de 1981 à 1983 et de 2005 à 2015.                           |
| Burra Burra      | Ducktown, Comté de Polk (Tennessee) | Tennessee Chemical Company               | volcanogenic massive sulfide    | Fermée en 1987, faisant partie désormais d'un site historique.                     |
| Elizabeth        | Comté d'Orange (Vermont)            |                                          | volcanogenic massive sulfide    | Ouverte de 1809 à 1957, désormais un site superfund.                               |
| Anaconda         | Lyon County, Nevada                 | Anaconda Copper                          |                                 | Fermée depuis 1978                                                                 |
| Pahaquarry       | Comté de Warren (New Jersey)        |                                          |                                 | Fermée depuis 1928                                                                 |
| Schuyler         | Comté de Bergen                     |                                          |                                 | Fermée depuis 1901                                                                 |
| Tubal Cain       | Washington                          | Tubal-Cain Copper & Manganese Mining Co. |                                 | Opérationnelle de 1902 à 1906                                                      |
| Victoria         | Victoria, Comté d'Ontonagon         | Victoria Copper Mining Company           |                                 | Fermée en 1921                                                                     |